# Erioptera subfusca
Erioptera subfusca är en tvåvingeart som beskrevs av Edwards 1919. Erioptera subfusca ingår i släktet Erioptera och familjen småharkrankar. Inga underarter finns listade i Catalogue of Life.